# Novoiakovlivka, Orihiv
Novoiakovlivka (în ucraineană Новояковлівка) este localitatea de reședință a comunei Novoiakovlivka din raionul Orihiv, regiunea Zaporijjea, Ucraina.

## Demografie
Componența lingvistică a localității Novoiakovlivka
     Ucraineană (91,52%)
     Rusă (7,6%)
     Alte limbi (0,53%)
Conform recensământului din 2001, majoritatea populației localității Novoiakovlivka era vorbitoare de ucraineană (91,52%), existând în minoritate și vorbitori de rusă (7,6%).